# Wojna polsko-czeska (990)
Wojna polsko-czeska – konflikt między Mieszkiem I i Bolesławem II Pobożnym. Wojna zakończyła się zwycięstwem władcy Polski, który przejął kontrolę nad Śląskiem. Większość historyków podaje rok 990 jako rok wojny, ale w latach 988–989 mogło dojść do pomniejszych starć na granicy, zwłaszcza w Małopolsce, która w tym okresie przeszła spod kontroli czeskiej do polskiej.
Zajęcie Śląska mogło też mieć miejsce około roku 985, ponieważ na ten rok datuje się powstanie grodów piastowskich we Wrocławiu, Głogowie i Opolu, a także w tym roku został zerwany sojusz polsko-czeski.
Nierozstrzygnięta pozostaje kwestia Małopolski. Możliwe, że Mieszko zdobył ją przed rokiem 990, na co wskazuje niejednoznaczny zapis kroniki Thietmara mówiący o kraju zabranym Bolesławowi II przez księcia Polan. W świetle tej teorii podbój Małopolski mógł być powodem, czy też raczej pierwszym etapem wojny. Wielu historyków sugeruje, że władztwo czeskie nad Małopolską było jedynie nominalne i mogło się ograniczać do pośredniej kontroli nad Krakowem i być może innymi ważnymi grodami. Teoria ta opiera się m.in. na braku odkryć archeologicznych wskazujących na szerszą akcję rozbudowy umocnień lub innych inwestycji państwowych w okresie przedpiastowskim. Taka sytuacja tłumaczyłaby łatwość zajęcia Małopolski przez Mieszka. Punktami wypadowymi do ataku na nią były prawdopodobnie ziemia sandomierska i zespół grodowy w okolicy Kalisza.
Małopolska miała po jej przejęciu zostać dzielnicą najstarszego syna Mieszka, Bolesława Chrobrego, na co ponownie pośrednio wskazuje kronika Thietmara.
Część historyków w oparciu o kronikę Kosmasa przyjmuje, że do podboju ziem dawnego państwa Wiślan doszło dopiero po śmierci Mieszka, konkretnie w roku 999. Istnieje też teoria, zgodnie z którą w opisywanym okresie w Małopolsce władzę sprawował z czeskiego nadania syn Mieszka, Bolesław Chrobry.